# 真夏の刑事
真夏の刑事（まなつのけいじ）は、1992年4月12日から9月27日まで、テレビ朝日系列で毎週日曜20:00 - 20:54(JST)に全20話が放送された、東宝制作のテレビドラマ。架空の警察署である品川南署刑事課の、はみだし刑事コンビの活躍を描く人情系刑事ドラマである。

## 主な登場人物
咲田 勇介（刑事課刑事）：時任三郎
本作品の主人公である巡査部長。単独捜査が基本の刑事。新人の木之本とコンビを組むことになるが…。
木之本 太郎（刑事課刑事）：別所哲也
西葛西署警邏課から転属してきた新人刑事。先輩の咲田とコンビを組むことになるが、初日から早速衝突する。
小野崎 ゆり（刑事課刑事）：藤田朋子
宮川（刑事課刑事）：柳沢慎吾
河原とコンビを組む。先輩面するヘタレである。最終回で殉職。
神野（品川南署署長）：布施博（友情出演・準レギュラー）
警視。エリートコースの人生を歩んでいる。正反対の道を歩いている咲田とは幼稚園からの付き合いであり、衝突もするが、理解しあう仲でもある。
咲田 純子（咲田刑事の妹）：越智静香
倉田 薫（交通課巡査）：荒井乃梨子
河原（刑事課刑事）：阿藤海
「壊し屋」の異名を持つ肉体派刑事。ヘタレの宮川の面倒をよくみる。
松木（刑事課刑事）：矢崎滋
品川南署の生き字引と言われている、刑事課のベテラン警部補。
市住（刑事課課長）：中条静夫
部下の暴走で胃薬が手放せない。

## 放送日程
| 放送回 | 放送日  | サブタイトル                                 | 脚本       | 監督       | ゲスト                                                   |
| ------ | ------- | -------------------------------------------- | ---------- | ---------- | -------------------------------------------------------- |
| 1      | 4月12日 | 走りだしたら止められない!                    | 長野洋     | 土屋統吾郎 | 桂木文、 及川ヒロオ、 志賀圭二郎、 谷村好一              |
| 2      | 4月19日 | 疑惑の美人記者・違法駐車が呼ぶ殺意           | 杉昌英     | 土屋統吾郎 | 渡辺典子、 藤岡大樹、 羽村英                             |
| 3      | 4月26日 | 危ないアルバイト・利用された美人学生         | 中野顕影   | 川島義和   | 長倉大介、 比嘉ひとみ、 海一生、 小田薫                  |
| 4      | 5月03日 | 狙われたホームレス・父を捜す娘               | 杉昌英     | 川島義和   | 北村総一朗、 石橋雅史、 深見亮介、 坂田祥一郎            |
| 5      | 5月10日 | 小さな恋人・殺人現場を見た少年               | 蔵元三四郎 | 土屋統吾郎 | 井上高志、 反田孝幸、 望月太郎                           |
| 6      | 5月17日 | 疑惑のレイプ!? お見合いパブの女              | 桃井章     | 土屋統吾郎 | 平泉成、 栗原未妃、 鶴岡修                               |
| 7      | 5月24日 | 高原ホテルから消えた花嫁!                    | 杉昌英     | 川島義和   | 安岡力也、 市川翔子、 辻輝猛、 木村栄、 中村孝雄         |
| 8      | 6月07日 | デートの罠!? アリバイに使われた娘            | 桃井章     | 村田忍     | 藤堂新二、 稲吉靖司、 城谷光俊                           |
| 9      | 6月14日 | 少年を救った男の秘密!                        | 杉昌英     | 村田忍     | 峰岸徹、 黒部進                                          |
| 10     | 6月28日 | 制服を脱いだ白衣の天使                       | 日暮裕一   | 田中秀夫   | 湯江健幸、 佐藤亜里香、 田中年秋、 太田浩介、 久保忠郎   |
| 11     | 7月05日 | 誘拐!? 二人の母を持つ息子                    | 杉昌英     | 土屋統吾郎 | 増田恵子、 佐野アツ子                                    |
| 12     | 7月12日 | 弟よ・美人姉の一度だけのあやまち             | 日暮裕一   | 土屋統吾郎 | 西川忠志、 宮田恭男、 橘ゆかり                           |
| 13     | 7月19日 | 偽証する悪女の心変わり!?                     | 日暮裕一   | 田中秀夫   | 北原佐和子、 深浦加奈子、 小川美那子                     |
| 14     | 8月02日 | 転落!痴漢疑惑の果て                          | 杉昌英     | 田中秀夫   | 河西健司、 マキノ佐代子、 増岡優、 羽田圭子、 三田村賢二 |
| 15     | 8月09日 | もてあそばれた愛・復讐のミツグ君!            | 小林政広   | 田中秀夫   | 北詰友樹、 サード長嶋                                    |
| 16     | 8月23日 | 新人歌手スキャンダル殺人!切り札を持つ女      | 田上雄     | 土屋統吾郎 | 中島ゆたか、 山西道広、 柴田裕行                         |
| 17     | 9月06日 | 自殺志願!妊娠した女の秘密                    | 杉昌英     | 土屋統吾郎 | 細川直美、 信達谷圭、 小倉雄三                           |
| 18     | 9月13日 | 華麗な結婚の果て・密会浮気妻が覗いた殺人現場 | 田上雄     | 土屋統吾郎 | 加納竜、 清水章吾、 吉野真弓、 西初恵                    |
| 19     | 9月20日 | オフクロの味が裁く殺人犯!悲しみの母子ごっこ  | 桃井章     | 村松弘之   | 春川ますみ、 片岡新兵衛、 草薙良一、 工藤兄弟            |
| 20     | 9月27日 | 殉職悲恋!刑事を愛した女                      | 日暮裕一   | 田中秀夫   | 白島靖代、 南条弘二、 小池雄介                           |

## スタッフ
- プロデューサー：井圡隆（テレビ朝日）、蒔田光治（東宝）
- 音楽：大谷幸
- EDテーマ：時任三郎「望むことがあるとすれば」（7話までは1番部分を使用・8話以降は2番部分を使用）
- 音楽協力：テレビ朝日ミュージック
- 技斗：林邦史朗、車邦秀
- カースタント：タカハシレーシング
- 技術協力：東通
- スタジオ：東宝スタジオ
- 車両協力：株式会社オートラマ
- 制作：テレビ朝日、東宝

## 他局におけるネット送出について
- 秋田放送（日本テレビ系列）は1日遅れとなる月曜22:00 - 22:54にて放送されていたが、本作品の終了後にANN系列局である秋田朝日放送が開局（同年10月1日）したため、同時間帯は日本テレビ系列の番組（当時は読売テレビ制作の『ワンダーゾーン』を放送）の同時ネットに移行した。
- 同時刻には福井放送・山梨放送・高知放送でも放送されたが、秋田放送の送出から次番組『愛しの刑事』以降、福井放送の送出へと変更した。

| テレビ朝日系列 日曜20:00 - 20:54           | テレビ朝日系列 日曜20:00 - 20:54       | テレビ朝日系列 日曜20:00 - 20:54              |
| 前番組                                     | 番組名                                 | 次番組                                        |
| ------------------------------------------ | -------------------------------------- | --------------------------------------------- |
| ララバイ刑事'92 （1992年1月12日 - 4月5日） | 真夏の刑事 （1992年4月12日 - 9月27日） | 愛しの刑事 （1992年10月18日 - 1993年3月21日） |